# Abd el-Ali en-Násziri
Abd el-Ali en-Násziri (arabul: عبد العالي الناصري, a nemzetközi sajtóban Abdelali Naciri) (Marokkó, Rabat. 1946. december 31. –) marokkói nemzetközi labdarúgó-játékvezető, sportvezető.

## Pályafutása

### Nemzeti játékvezetés
Játékvezetésből Rabatban vizsgázott. A Rabati Labdarúgó-szövetség által üzemeltetett labdarúgó bajnokságokban kezdte sportszolgálatát. A Marokkói Labdarúgó-szövetség (FRMF) Játékvezető Bizottságának (JB) minősítésével a Botola bírója. Küldési gyakorlat szerint rendszeres partbírói szolgálatot is végzett. A nemzeti játékvezetéstől 1992-ben visszavonult.

#### Nemzeti kupamérkőzések
Vezetett kupadöntők száma: 2.

##### Marokkói labdarúgókupa
| Időpont | Helyszín                    | Mérkőzés típusa | Mérkőzés                         | Eredmény |
| ------- | --------------------------- | --------------- | -------------------------------- | -------- |
| 1976.   | Városi Stadion, Tanger      | döntő           | FUS de Rabat–KAC de Kénitra      | 1 – 0    |
| 1984.   | Nemzeti Stadion, Casablanca | döntő           | FAR Rabat–Renaissance de Kénitra | 1 – 0    |

### Nemzetközi játékvezetés
A Marokkói labdarúgó-szövetség JB terjesztette fel nemzetközi játékvezetőnek, a Nemzetközi Labdarúgó-szövetség (FIFA) 1976-tól tartotta nyilván bírói keretében. A FIFA JB központi nyelvei közül a franciát beszéli. Több nemzetek közötti válogatott és klubmérkőzést vezetett, vagy működő társának partbíróként segített. 1984. december 30-án a CAF Bajnokcsapatok kupadöntőjében asszisztensként szolgált. Az aktív nemzetközi játékvezetéstől 1992-ben búcsúzott.

#### Labdarúgó-világbajnokság
Az 1978-as labdarúgó-világbajnokságon, valamint az 1990-es labdarúgó-világbajnokságon a FIFA JB bíróként alkalmazta. Selejtező mérkőzéséket az Afrikai Labdarúgó-szövetség (CAF) zónájában vezetett.

##### 1978-as labdarúgó-világbajnokság
| Időpont           | Helyszín              | Mérkőzés típusa                     | Mérkőzés      | Eredmény |
| ----------------- | --------------------- | ----------------------------------- | ------------- | -------- |
| 1976. október 31. | Városi Stadion, Dakar | előselejtező (1. kör-, 2. mérkőzés) | Szenegál–Togo | 1 – 1    |

##### 1990-es labdarúgó-világbajnokság
| Időpont             | Helyszín                       | Mérkőzés típusa                   | Mérkőzés         | Eredmény | Nézők száma |
| ------------------- | ------------------------------ | --------------------------------- | ---------------- | -------- | ----------- |
| 1989. január 6.     | Városi Stadion, Kairó          | előselejtező (B. csoport, 2. kör) | Egyiptom–Libéria | 2 – 0    | 70 000      |
| 1989. augusztus 27. | Omnisports Stadion, Libreville | előselejtező (C. csoport, 2. kör) | Gabon–Angola     | 1– 0     |             |
| 1989. október 8.    | Omnisports Stadion, Yaoundé    | döntő csoport                     | Kamerun–Tunézia  | 2 – 0    | 80 000      |

#### Afrikai nemzetek kupája
Az 1990-es afrikai nemzetek kupáján és az 1990-es afrikai nemzetek kupáján a CAF JB bíróként foglalkoztatta.

##### 1990-es afrikai nemzetek kupája

###### Selejtező mérkőzés
| Időpont          | Helyszín               | Mérkőzés típusa                     | Mérkőzés                             | Eredmény |
| ---------------- | ---------------------- | ----------------------------------- | ------------------------------------ | -------- |
| 1989. július 16. | Nemzeti Stadion, Kairó | előselejtező (2. kör-, 1. mérkőzés) | Egyiptomi labdarúgó-válogatott–Zaire | 2 – 0    |

###### Afrikai Nemzetek Kupája mérkőzés
| Időpont                        | Helyszín                     | Mérkőzés típusa          | Mérkőzés | Eredmény | Nézők száma |
| ------------------------------ | ---------------------------- | ------------------------ | -------- | -------- | ----------- |
| 1992. július 5. Stadion, Algír | csoportmérkőzés (A. csoport) | Nigéria–Elefántcsontpart | 1 – 0    | 80 000   |             |

##### 1992-es afrikai nemzetek kupája
| Időpont          | Helyszín                               | Mérkőzés típusa              | Mérkőzés     | Eredmény | Nézők száma |
| ---------------- | -------------------------------------- | ---------------------------- | ------------ | -------- | ----------- |
| 1992. január 15. | Aline Sitoe Diatta Stadion, Ziguinchor | csoportmérkőzés (D. csoport) | Ghána–Zambia | 1 – 0    | 5000        |

#### Arab nemzetek kupája
| Időpont          | Mérkőzés típusa       | Mérkőzés | Eredmény    |       |
| ---------------- | --------------------- | -------- | ----------- | ----- |
| 1988. július 21. | Városi Stadion, Ammán | döntő    | Irak–Szíria | 1 – 1 |

#### Nemzetközi kupamérkőzések
Vezetett kupadöntők száma: 1.

##### Afrikai kupagyőztesek kupája
| Időpont            | Helyszín               | Mérkőzés típusa      | Mérkőzés                                            | Eredmény | Nézők száma |
| ------------------ | ---------------------- | -------------------- | --------------------------------------------------- | -------- | ----------- |
| 1991. november 17. | Nemzeti Stadion, Lagos | döntő első mérkőzése | BCC Lions Football Club–Power Dynamos Football Club | 3 – 2    | 30 000      |

## Sportvezetőként
Aktív pályafutását befejezve különféle sportfeladatokat látott el. 2002–2005 között az UEFA JB ellenőre, koordinátora, a FIFA JB stadionok biztonságáért felelős Bizottságának tagja, a játékvezetők nemzetközi oktatója. 1994–2009 között a Marokkói LSZ JB elnöke.

## Szakmai sikerek
1996-ban a nemzetközi játékvezetés hírnevének erősítése, hazájában 10 éve a legmagasabb osztályban folyamatosan tevékenykedő, eredményes pályafutása elismeréseként, a FIFA JB felterjesztésére az 1965-ben alapított International Referee Special Award címmel és oklevéllel tüntette ki.